# Mark Strauss
Mark Strauss est journaliste américain, rédacteur en chef de io9.com, couvrant la politique et la science. Auparavant, il a été rédacteur en chef du Smithsonian Magazine  et l'éditeur du Bulletin of the Atomic Scientists, lauréat du prix National Magazine 2007 pour l'excellence générale (dans la catégorie diffusion inférieure à 100 000 exemplaires) décerné par l'American Society of Magazine Editors. Avant de rejoindre le Bulletin, il est rédacteur en chef de la revue bimestrielle Foreign Policy pour laquelle il travaille depuis 1997. Certains de ses articles ont été publiés par Slate, the Chronicle of Higher Education (en), The Washington Post, The New Republic, The Spectator, the Brown Journal of World Affairs (en) et le Washington Monthly (en). Il contribue également en tant que commentateur sur CNN, Fox News, National Public Radio et la BBC. Avant de rejoindre Foreign Policy, il était assistant de recherche au programme d'études de politique étrangère de la Brookings Institution et a fait partie du personnel d'un certain nombre d'importants magazines nationaux dont SAIS Review (en), Spy Magazine et Discover Magazine.
Strauss obtient son Bachelor of Arts du Macalester College et son master's degree en journalisme de l'école de journalisme de l'université Columbia. Il obtient son diplôme de maîtrise en études du Moyen-Orient et d'économie internationale à la Paul H. Nitze School of Advanced International Studies de l'université Johns-Hopkins.
Strauss est référencé dans l'édition 2008 Marquis Who's Who in America.

## Source de la traduction
- (en) Cet article est partiellement ou en totalité issu de l’article de Wikipédia en anglais intitulé « Mark Strauss (journalist) » (voir la liste des auteurs).